# Grenzpark Kalmthoutse Heide
Der Grenzpark Kalmthoutse Heide (bis 2018 offiziell Grenzpark De Zoom – Kalmthoutse Heide) ist ein Naturschutzgebiet in der Grenzregion zwischen der niederländischen Provinz Nordbrabant und der belgischen Provinz Antwerpen. Der Park wurde im Jahr 2001 eingerichtet und besitzt in den Niederlanden den Status eines Nationalparks. Des Weiteren ist er Teil des europäischen Schutzgebietsnetzwerks Natura 2000.

## Geographie

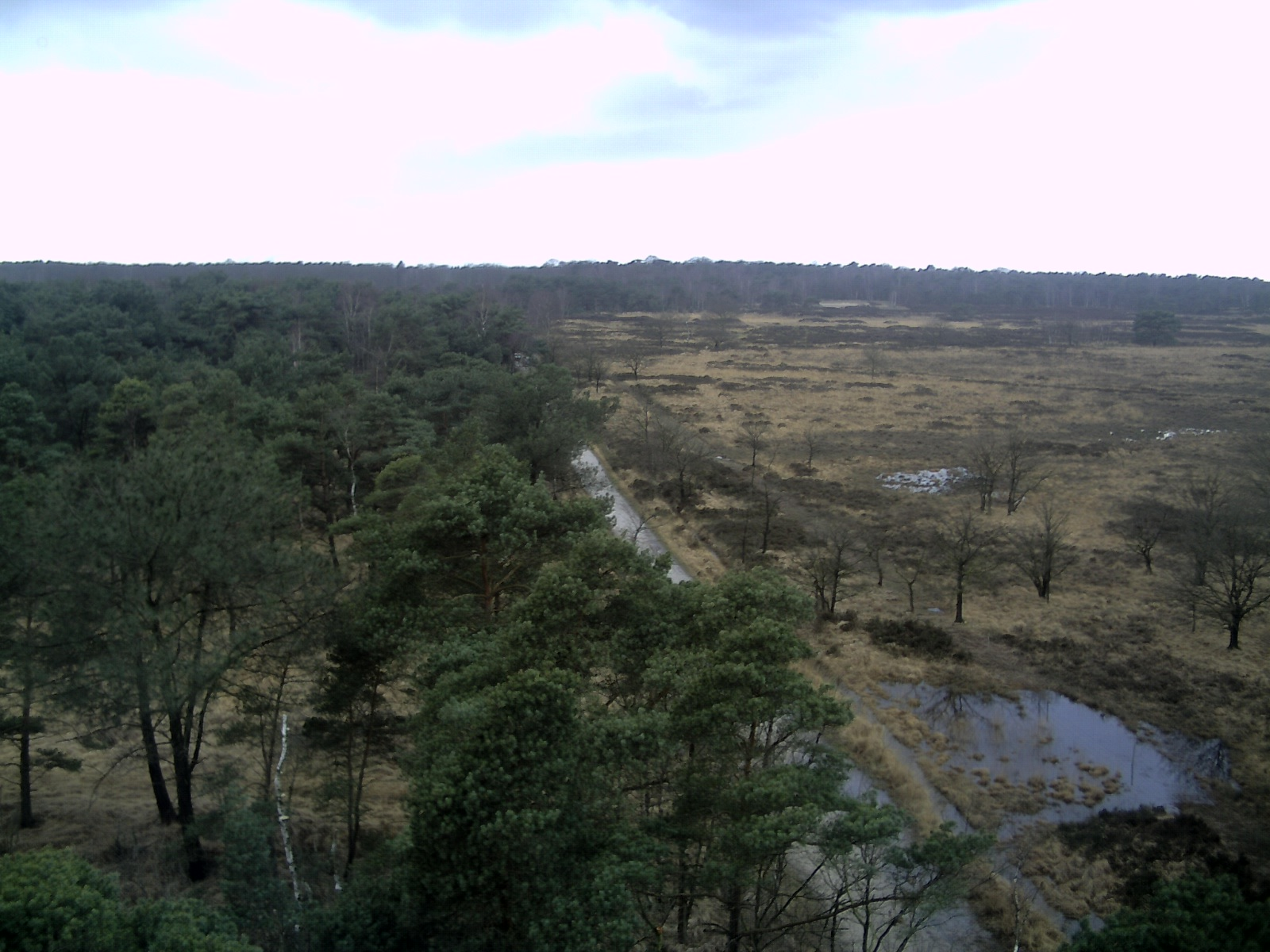
Typische Landschaft des Grenzparks mit trockenen und feuchten Heideabschnitten und lichten Wäldern

Der Nationalpark erstreckt sich über eine Fläche von etwa 6000 Hektar beiderseits der Grenze zwischen Belgien und den Niederlanden, wobei ein etwas größerer Anteil von etwa 3750 Hektar auf belgisches Territorium entfällt. Auf niederländischer Seite gehört das Gebiet zur Gemeinde Woensdrecht, in Belgien haben die Gemeinden Kalmthout und Essen Anteil am Parkgebiet. Westlich des Grenzparks verläuft die niederländische Fernstraße N289, unmittelbar im Norden schließt sich das Areal des Militärflugplatzes Woensdrecht an. Größter Verkehrsweg innerhalb des Parks ist die N111 auf belgischer Seite.
Die Landschaft in dem Gebiet besteht hauptsächlich aus ausgedehnten Heideflächen, die das größte noch verbliebene, zusammenhängende Heidegebiet in Flandern bilden. Unterbrochen wird die Heide von einigen Binnendünen und zahlreichen kleinen und flachen Mooren, die teilweise im Sommer trockenfallen. Seit den 1970er-Jahren wird eine zunehmende Austrocknung des Gebiets beobachtet, die sich direkt auf die Artenvielfalt in den betroffenen Bereichen auswirkt. Hierfür wird vor allem die Entnahme von Grundwasser aus tieferen Schichten verantwortlich gemacht. Vor allem auf der niederländischen Seite der Grenze finden sich noch größere Nadelwälder. Viele dieser Waldgebiete, wie etwa der Ravenhof-Moretusbos wurden einst von Großgrundbesitzern als Erholungsort angelegt. Einige andere Waldstücke werden heute noch zum Holzeinschlag genutzt.
Des Weiteren beherbergt der Grenzpark einige kleine Landwirtschaftsenklaven, die etwa um 1900 herum durch die Entwässerung vormaliger feuchter Heidegebiete entstanden sind. Neben Nutzung als Ackerbaufläche werden diese Bereiche heute vor allem als Weiden für Schafe und Rinder genutzt. Insbesondere das ausbringen von Dünger auf diesen Flächen wird in den letzten Jahren sehr kritisch gesehen, da negative Auswirkungen auf die umgebenden Naturschutzgebiete befürchtet werden. Daher ist die Parkverwaltung bemüht, diese Areale wenn möglich aufzukaufen oder zumindest mit den ansässigen Landwirten Vereinbarungen über eine umweltfreundliche Bewirtschaftungsweise zu treffen.

## Geschichte

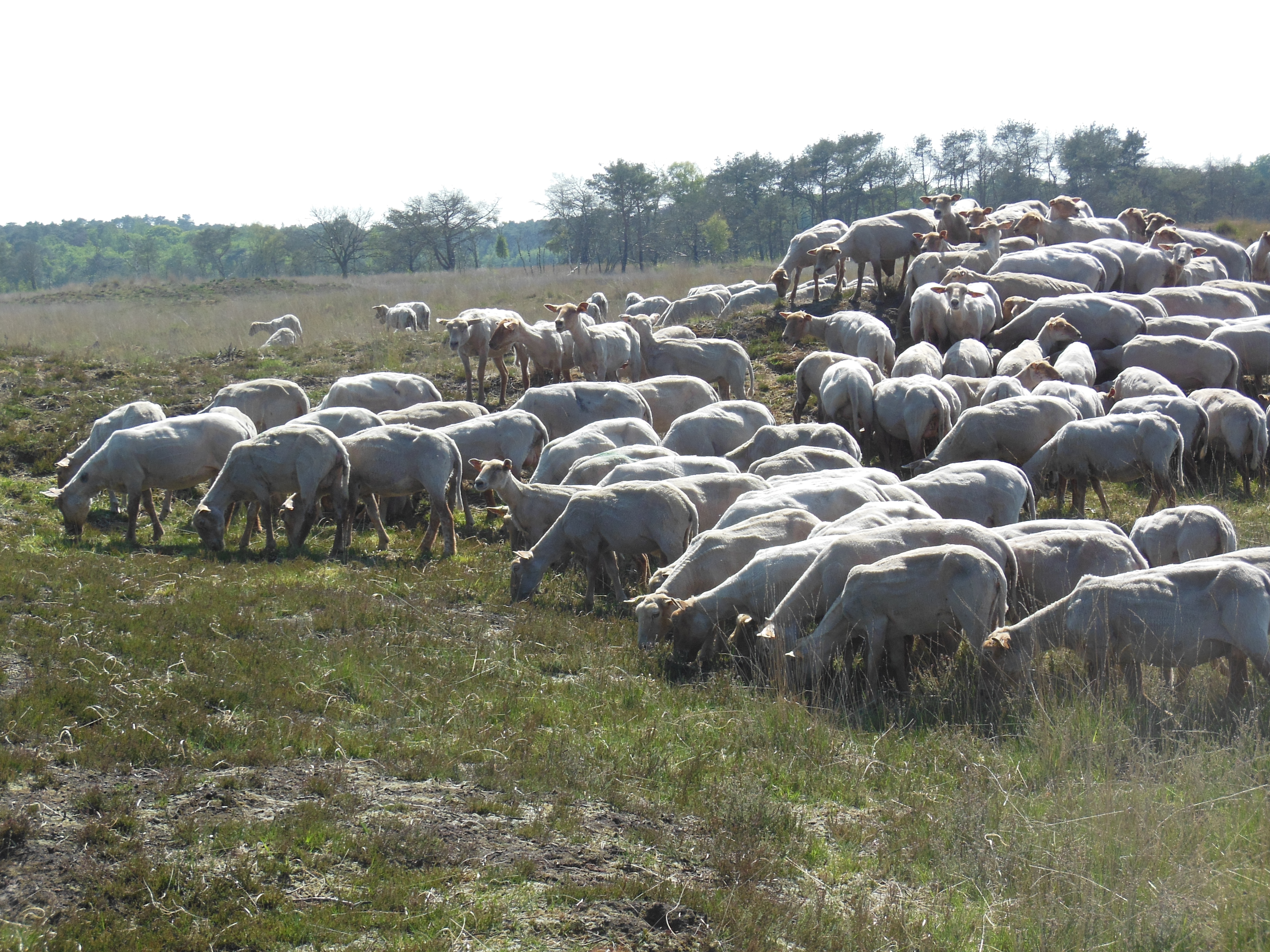
Schafe werden zum Erhalt der Heide eingesetzt

Ursprünglich war das Areal mit den für Mitteleuropa typischen Laubwäldern bedeckt. Jahrhundertelange Nutzung des Gebiets als Weidefläche für Rinder und Schafe führte jedoch zu einem erheblichen Rückgang der Vegetation und zur Entstehung ausgedehnter Heideflächen. Das im Mittelalter praktizierte abtragen von Plaggen, die gemeinsam mit den Exkrementen der Rinder als Dünger für umliegende Ackerflächen verwendet wurden, führte im Boden zum weiteren Entzug von Nährstoffen. Ab dem 13. Jahrhundert begann man des Weiteren damit die örtlichen Moore zur Gewinnung von Torf als Brennstoff zu entwässern. Ab 1850 begannen die Menschen die Heidegebiete in der Region um Antwerpen entweder mit Nadelbäumen aufzuforsten oder in Ackerland umzuwandeln. Als eines der letzten größeren Heidegebiete wurde der belgische Teil des heutigen Parks daher bereits 1941 zu einem Landschaftsschutzgebiet erklärt. Seit 1986 ist das Areal Teil der Ramsar-Konvention zum Schutz wichtiger Feuchtgebiete. Am 17. Oktober 1988 erfolgte die Ernennung des flämischen Teils zum Vogelschutzgebiet (niederl. Vogelrichtlijngebied), der niederländische Teil folgte einige Jahre später.
Kurz vor der Jahrtausendwende kamen Überlegungen auf, die Naturschutzgebiete beiderseits der Grenze zu einem einzelnen zusammenhängenden Schutzgebiet zu vereinigen. Diese führten im Jahr 2001 zur Gründung des Grenzpark De Zoom – Kalmthoutse Heide mit einer Gesamtfläche von etwa 4.000 Hektar. Der niederländische Teil erhielt noch im gleichen Jahr den offiziellen Status eines Nationalparks. Ein Jahrzehnt später wurde die Fläche des Parks noch einmal um weitere 2.000 Hektar auf die heutige Größe erweitert.
Im April 2018 wurde eine Änderung des Parknamens in die kürzere Variante Grenzpark Kalmthoutse Heide beschlossen. Der ursprüngliche Doppelname sollte den grenzüberschreitenden Charakter des Parks betonen, galt den aktuellen Verantwortlichen aber als zu lang und wenig einprägsam. Des Weiteren ging man bei der Entscheidung davon aus, dass bereits der Namenszusatz „Grenzpark“ diesen Umstand ausreichend herausstellt.

## Flora
Der Grenzpark Kalmthoutse Heide bietet eine abwechslungsreiche Vegetation, die sich je nach vorherrschender Landschaftsform deutlich unterscheidet.

### Heide

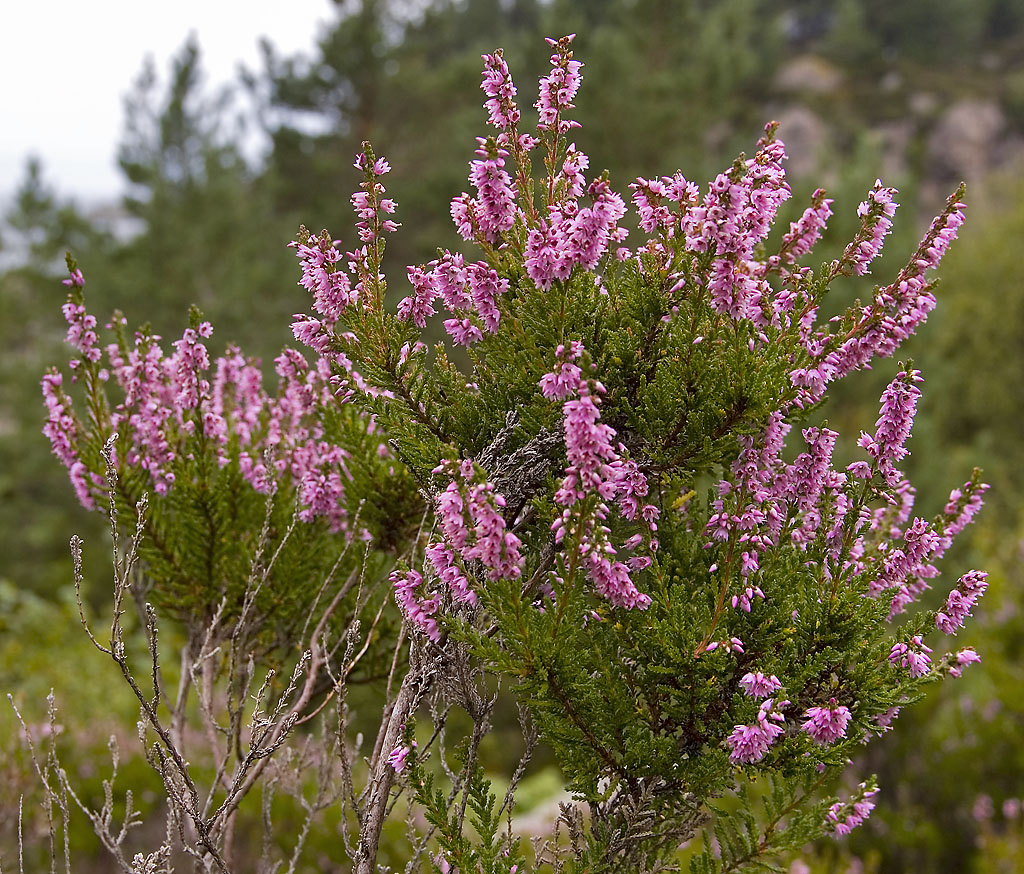
Besenheide

Die typischste Pflanze in den trockeneren Abschnitten der Heidegebiete ist die Besenheide. Die violetten Blüten dieser Art formen von Juli bis September das klassische Heidepanorama im Nationalpark. Unter und zwischen den Sträuchern wachsen Moose und Flechten, darunter die Echte Rentierflechte und die seltene Quendel-Seide. Diese parasitische Pflanze wickelt sich um junge Büsche und entzieht diesen die Nährstoffe. Weitere in großer Anzahl wachsende Arten sind beispielsweise das Borstgras, die Pillen-Segge oder der Dreizahn. Auch Blutwurz, Behaarter und Englischer Ginster kommen in diesem Bereich vor.
Die feuchteren Abschnitte werden vor allem durch die Glocken-Heide dominiert. Diese ist häufig mit Arten wie der Deutschen Rasenbinse, der Sparrigen Binse und dem Schmalblättrigen Wollgras vergesellschaftet. Deutlich seltener sind Moorlilie und Lungen-Enzian anzutreffen. Entlang der Wege, an den Uferbereichen kleiner Seen und in Bereichen mit Plaggendüngung finden sich verschiedene Pionierpflanzen wie der Mittlere und Rundblättrige Sonnentau, das Braune und Weiße Schnabelried und gelegentlich auch der seltene Sumpf-Bärlapp. Diese artenreichen Abschnitte feuchter Heide sind ökologisch besonders wertvoll und teils auch von international anerkannter Bedeutung.

### Wälder
Vor allem im niederländischen Teil des Parks liegen ausgedehnte Waldstücke. Die meisten dieser Wälder sind recht jung und wurden meist im 19. Jahrhundert durch Aufforstung der ehemaligen Heide geschaffen. Sollten diese nicht als Parkwälder genutzt werden, waren sie meist für den Holzeinschlag vorgesehen, um den industriellen Bedarf an Brennstoff und Stützbalken für Steinkohleminen zu decken. Seit der Unterschutzstellung des Gebiets bemüht sich die Parkverwaltung, die Wälder natürlicher zu gestalten. So werden etwa nicht-heimische Arten aktiv entfernt, um die Ausbreitung der natürlich vorkommenden Arten zu unterstützen.
Die Wälder bestehen zu einem erheblichen Teil aus Kiefern wie der See-Kiefer, der Waldkiefer und der Schwarzkiefer. Vor allem die See-Kiefer wurde in den 1950er-Jahren auf Grund ihres schnellen Wachstums in großer Zahl angepflanzt. An den etwas abseits gelegenen Rändern des Parks finden sich des Weiteren kleine Laubwälder mit Stieleichen, Faulbäumen, Mehlbeeren und Birken. Das Unterholz bilden vor allem Blaues Pfeifengras und Draht-Schmiele. Als problematische invasive Arten werden heute vor allem die Spätblühende Traubenkirsche und das Rhododendron aktiv bekämpft.

#### Pilzfauna
Vor allem im Herbst zeigt sich im Nationalpark eine facettenreiche Funga mit Arten wie dem Fliegenpilz, dem Dickschaligen Kartoffelbovist, dem Zitronenblättrigen Täubling oder dem Perlpilz.

### Binnendünen
Auf den offenen Sandflächen der Binnendünen in dem Gebiet, herrscht ein extremes Mikroklima vor, im Sommer können die Temperaturen hier stellenweise auf bis zu 50° C ansteigen. Hier können nur ausgesprochene Spezialisten wie das Silbergras, die Sand-Segge oder der Frühlings-Spark überleben. Diese Pionierpflanzen festigen den Sand und bereiten den Untergrund damit für nachfolgenden Arten vor.

## Fauna

### Heide

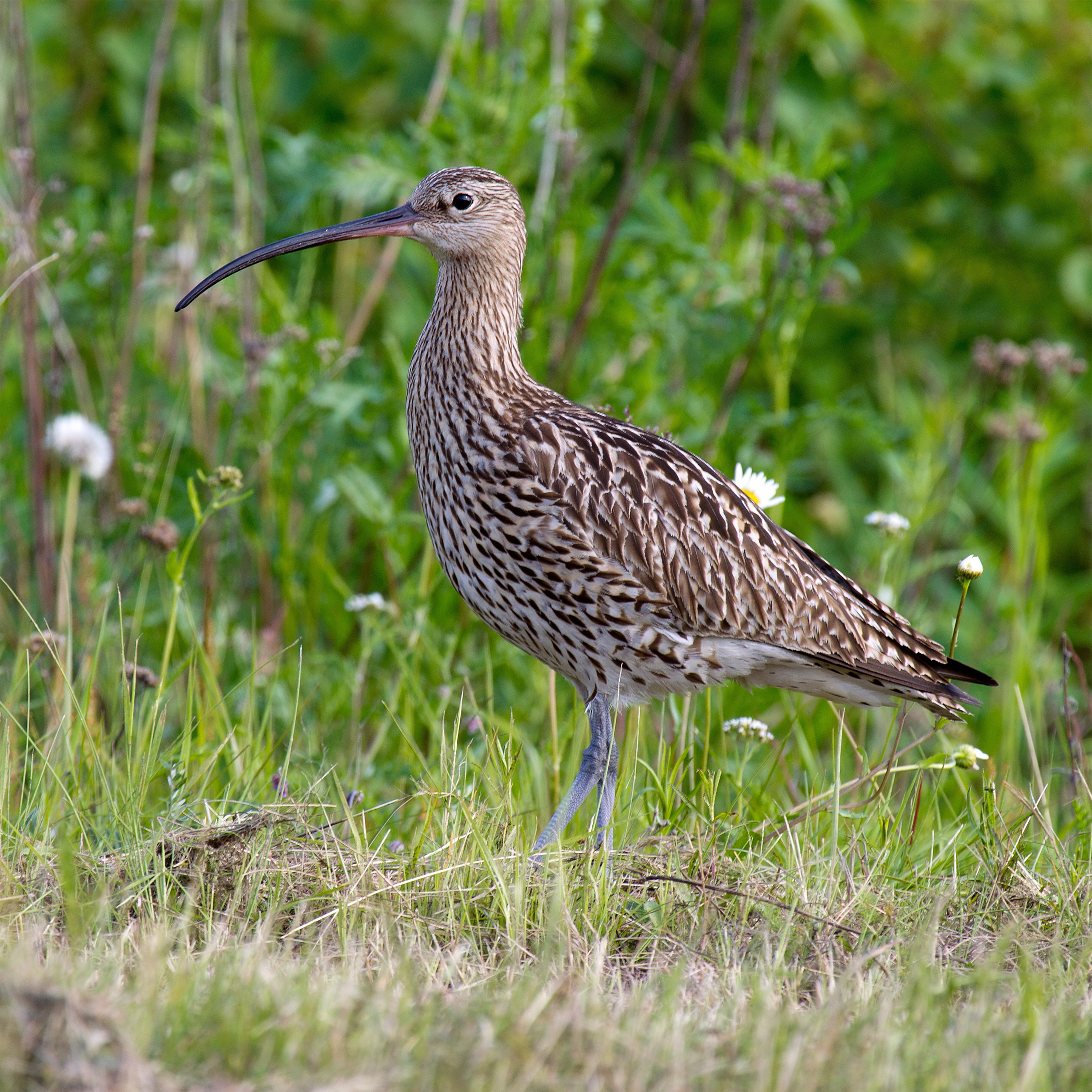
Großer Brachvogel

Die strukturreiche Heide des Grenzparks bietet ideale Bedingungen für unzählige Insekten und Spinnentiere. Der Nektar der Heidepflanzen wird insbesondere in feuchten Sommern außer von Honigbienen auch von Wildbienen und Hummeln geerntet. Besonders artenreich sind die Schmetterlinge, die zum Beispiel durch den Geißklee-Bläuling, den Grünen Zipfelfalter oder den Kleinen Feuerfalter repräsentiert werden. Des Weiteren können in der Heide Heuschrecken wie die Kurzflügelige Beißschrecke oder Baldachinspinnen, die für ihre kunstvollen Netzkonstruktionen bekannt sind, angetroffen werden.
Die große Anzahl an Insekten ernährt eine ebenso vielfältige Avifauna, darunter Arten wie der Wespenbussard, die Heidelerche, der Baumpieper, das Schwarzkehlchen oder der Fitis. Eine besonders auffällige Art ist der Große Brachvogel, der in Mitteleuropa auf Grund von Lebensraumschwund zunehmend seltener wird. Des Weiteren nutzen diverse Arten von Zugvögeln die Heide als Rastplatz auf ihren Wanderungen. Darunter sind beispielsweise die Bekassine, der Nördliche Raubwürger und der Waldwasserläufer.
Des Weiteren finden sich an Orten mit vielen sonnigen Plätzen auch drei Arten von Reptilien: Die Waldeidechse, die Schlingnatter und die Kreuzotter.

### Wälder
Die Wälder innerhalb des Parks eignen sich als Lebensraum für die typischen Säugetiere der Region wie etwa Reh, Rotfuchs, Hermelin und Europäischer Iltis. Auch der seltene Baummarder kommt in der Kalmthoutsen Heide noch vor. In den Wäldern finden sich vier der fünf in den Niederlanden beheimateten Spechtarten: Kleinspecht, Buntspecht, Grünspecht und Schwarzspecht. Zahlreich vertreten sind der Waldkauz und die Waldohreule. Einige weitere Vertreter der Vögel in diesem Bereich sind beispielsweise der Trauerschnäpper, der Gartenrotschwanz und der Waldlaubsänger.

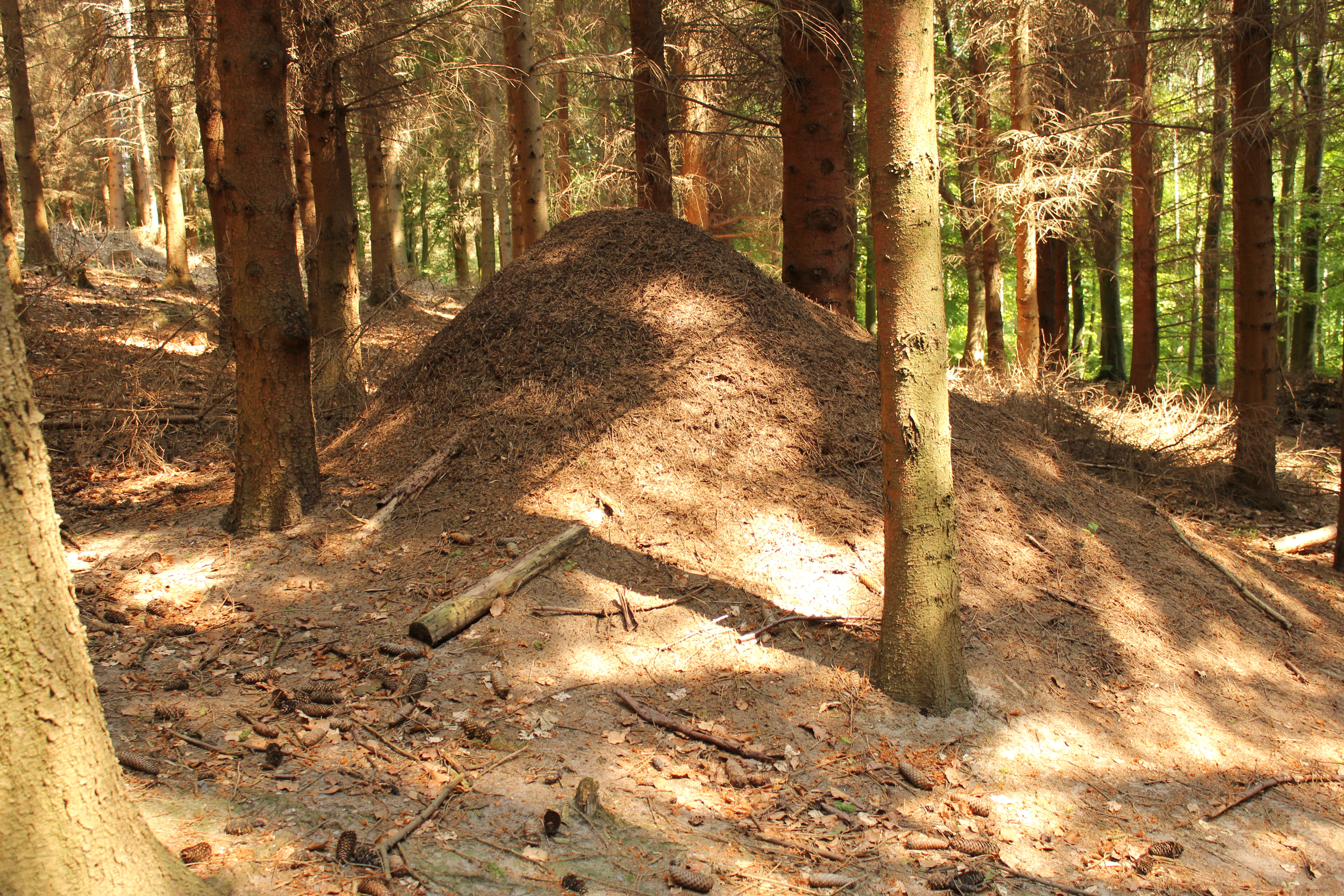
Nesthügel der Roten Waldameise

Eine auffällige Erscheinung an den sonnigen Übergängen von Wald und Heide sind die großen Hügel der Roten Waldameise, die in der Kalmthoutsen Heide zahlreiche Kolonien bildet.

### Moore
Das Wasser der kleinen Moorseen in dem Gebiet ist größtenteils recht nährstoffarm und sauer, allerdings auch sehr klar und ohne Verschmutzungen. Sie bilden den Lebensraum einiger seltener Amphibien wie dem Moorfrosch, der Kreuzkröte oder dem Fadenmolch. Des Weiteren leben hier fast 30 verschiedene Arten von Libellen, die die Hauptnahrungsquelle des Baumfalken darstellen, der in dem Gebiet nistet. Neben zahlreichen anderen Vögeln kann hier auch die Kanadagans beobachtet werden. Diese Art ist nicht ursprünglich in dem Gebiet heimisch, seit Anfang der 1970er-Jahre existiert jedoch eine Population von aus der Gefangenschaft entkommenen Tieren. Der erste Bruterfolg wurde hier bereits 1973 dokumentiert, heute leben in der Kalmthoutse Heide mehrere Dutzend Brutpaare.

## Verwaltung
Die Verwaltung des Grenzparks Kalmthoutse Heide verteilt sich auf mehrere niederländische und belgische Organisationen. Auf belgischer Seite sind dies im Einzelnen die Agentschap voor Natuur en Bos und der Naturschutzverein Natuurpunt. Die niederländische Seite wird durch die Vereniging Natuurmonumenten und Staatsbosbeheer repräsentiert. Gemeinsam stellen diese den Verwaltungsplan für das Gebiet auf und unterhalten das Besucherzentrum De Vroente in der Stadt Kalmthout. Hier können sich Besucher über die Natur und Geschichte des Grenzparks informieren.